# Sławne (Krym)
Sławne (ukr. Славне, ros. Славное, Sławnoje) – wieś na Ukrainie, w Autonomicznej Republice Krymu (de iure stanowiącej integralną część państwa ukraińskiego, w 2014 anektowanej przez Rosję i odtąd funkcjonującej jako Republika Krymu), w rejonie rozdolnieńskim. W 2001 liczyła 1262 mieszkańców, wśród których 208 wskazało jako ojczysty język ukraiński, 974 rosyjski, 55 krymskotatarski, 3 węgierski, 13 białoruski, 2 ormiański, 1 romski, a 6 inny. Według spisu ludności przeprowadzonego przez okupacyjne władze rosyjskie populacja wsi w 2014 wynosiła 914 osób.